# اس‌ام‌اس مارک‌گراف
اس‌ام‌اس مارک‌گراف (به انگلیسی: SMS Markgraf) یک کشتی است که طول آن ۱۷۵٫۴ متر (۵۷۵ فوت ۶ اینچ) می‌باشد. این کشتی در سال ۱۹۱۳ ساخته شد.